# Филатов, Анатолий Петрович
Анатолий Петрович Филатов (1931—1966) — советский хоккеист с мячом, чемпион мира. Мастер спорта СССР (1954).

## Биография
Начал играть в хоккей с мячом в детской команде завода «Красный Пролетарий» (Москва) в 1946 году. Позже в 1948—1951 годах играл в команде «Родина» этого же завода.
В 1951 году начинает выступления в составе команды ВВС (Москва), а в 1953 году дебютирует в высшей лиге в составе ЦСК МО. За 6 сезонов в составе армейцев трижды стал чемпионом страны.
Привлекается в сборную СССР, в составе которой на первом чемпионате мира стал чемпионом.
Из-за пренебрежительного отношения к режиму в 1959 году был исключён из команды. В 1960 году начал выступать за «Фили» (Москва). Но за год провёл лишь 15 игр, забив лишь 1 гол.
Оказывается в ногинском «Спартаке» и, наконец, в любительской команде.
Был одним из пионеров травяного хоккея. Выступал за «ЦСК МО» (Москва) в 1955—1956 годах.
В 1966 году трагически погиб.

## Достижения

### хоккей с мячом
- Чемпион СССР (3) — 1954, 1955, 1957
- Серебряный призёр чемпионата СССР (2) — 1956, 1958
- Бронзовый призёр чемпионата СССР (1) — 1959
- Бронзовый призёр спартакиады народов РСФСР (1) — 1958
- Чемпион Москвы — 1954
- В списках 22 лучших хоккеистов СССР (2) — 1955, 1959
- Чемпион мира — 1957